# Bad River (Wisconsin)
Bad (ang. Bad River) – rzeka w amerykańskim stanie Wisconsin, uchodzi do Jeziora Górnego.